# Championnat du monde de Scrabble duplicate en blitz
Le Championnat du monde de Scrabble duplicate en blitz est ouvert à tous les licenciés de la FISF. Les joueurs disputent 4 parties en 1 minute par coup (40 secondes puis 20 secondes). Ce tournoi fait partie des épreuves officielles des Championnats du monde de Scrabble francophone depuis 2001.

## Palmarès
Entre parenthèses, le négatif (nombre de points perdus) par rapport au top. Le pays représenté n'est pas précisé quand il s'agit de la France.
| Année | Ville            | Pays     | Vainqueur                   | Second                      | Troisième                            | Top  |
| ----- | ---------------- | -------- | --------------------------- | --------------------------- | ------------------------------------ | ---- |
| 2001  | La Rochelle      | France   | Antonin Michel (-22)        | Florian Lévy (-23)          | Anthony Clémenceau (-35)             | 3604 |
| 2002  | Montréal         | Québec   | Ndongo Samba Sylla (-72)    | Jean-Pierre Hellebaut (-85) | Antonin Michel (-94)                 | 3689 |
| 2003  | Liège            | Belgique | Florian Lévy (-22)          | Jean-Pierre Hellebaut (-25) | Thierry Chincholle (-33)             | 3614 |
| 2004  | Marrakech        | Maroc    | Antonin Michel (-12)        | Germain Boulianne (-26)     | Pierre-Olivier Georget (-55)         | 3656 |
| 2005  | Neuchâtel        | Suisse   | Antonin Michel (-23)        | Nicolas Grellet (-39)       | Jean-Pierre Hellebaut (-40)          | 3836 |
| 2006  | Tours            | France   | Antonin Michel (-15)        | Romain Santi (-35)          | Jean-Luc Dives (-39)                 | 3737 |
| 2007  | Québec           | Québec   | Mactar Sylla (-40)          | Thierry Chincholle (-50)    | Hugo Delafontaine (-54)              | 3654 |
| 2008  | Dakar            | Sénégal  | Antonin Michel (-18)        | Louis Eggermont (-27)       | Thierry Chincholle (-34)             | 3693 |
| 2009  | Mons             | Belgique | Frank Maniquant (-35)       | Antonin Michel (-48)        | Germain Boulianne (-56)              | 3678 |
| 2010  | Montpellier      | France   | Hugo Delafontaine (-16)     | Marc Treiber (-17)          | Zouheir Aloulou Tunisie (-17)        | 3540 |
| 2011  | Montreux         | Suisse   | Antonin Michel (-10)        | Hugo Delafontaine (-23)     | Francis Desjardins (-25)             | 3612 |
| 2012  | Montauban        | France   | Fabien Leroy (-4)           | Jean-François Lachaud (-14) | Thierry Chincholle (-21)             | 3944 |
| 2013  | Rimouski         | Québec   | Hugo Delafontaine (-24)     | Antonin Michel (-47)        | Samson Tessier et Florian Lévy (-50) | 3822 |
| 2014  | Aix-les-Bains    | France   | Antonin Michel (TOP)        | Samson Tessier (-7)         | Romain Santi (-14)                   | 4008 |
| 2015  | Louvain-la-Neuve | Belgique | Thierry Chincholle (-25)    | N'Dongo Samba Sylla (-39)   | Kévin Meng (-56)                     | 3698 |
| 2016  | Agadir           | Maroc    | Jean-François Lachaud (-14) | Samson Tessier (-20)        | Aurélien Delaruelle (-36)            | 4110 |
| 2017  | Martigny         | Suisse   | Nigel Richards (TOP)        | Jean-François Lachaud (-27) | Samson Tessier (-42)                 | 3908 |
| 2018  | Mont-Tremblant   | Québec   | Nigel Richards (TOP)        | Francis Desjardins (-8)     | Mactar Sylla (-36)                   | 3799 |
| 2019  | La Rochelle      | France   | Nigel Richards (TOP)        | Antonin Michel (-29)        | Francis Desjardins (-31)             | 3488 |
| 2020  | -                | -        | -                           | -                           | -                                    | -    |
| 2021  | Aix-les-Bains    | France   | Antonin Michel (-17)        | Samson Tessier (-19)        | Mactar Sylla (-45)                   | 4235 |
| 2022  | Louvain-la-Neuve | Belgique | Fabien Leroy (-20)          | Alexis Allagnat (-56)       | Gaston Jean-Baptiste (-60)           | 3761 |
| 2023  | Bulle            | Suisse   | Gaston Jean-Baptiste (-20)  | Samson Tessier (-35)        | Alexis Allagnat (-38)                | 3625 |

### Nombre de titres par joueur
| Rang |                       | Score |                  |
| 1    | Antonin Michel        | 8     | France           |
| 2    | Nigel Richards        | 3     | Nouvelle-Zélande |
| 3    | Hugo Delafontaine     | 2     | Suisse           |
| 3    | Fabien Leroy          | 2     | France           |
| 5    | Thierry Chincholle    | 1     | France           |
| 5    | Jean-François Lachaud | 1     | France           |
| 5    | Gaston Jean-Baptiste  | 1     | France           |
| 5    | Florian Lévy          | 1     | France           |
| 5    | Frank Maniquant       | 1     | France           |
| 5    | Mactar Sylla          | 1     | Sénégal          |
| 5    | Ndongo Samba Sylla    | 1     | Sénégal          |

### Nombre de titres par pays
| Rang |                  | Score |  |
| 1    | France           | 15    |  |
| 2    | Nouvelle-Zélande | 3     |  |
| 3    | Suisse           | 2     |  |
| 3    | Sénégal          | 2     |  |

### Autres records
- Le plus grand nombre de parties au top : 16 par Nigel Richards  (2015-19), 12 par Antonin Michel (2001-19)
- Le plus petit négatif : au top (pas de point perdu) par Antonin Michel (2014), Nigel Richards  (2017, 2018, 2019).

## Champions par catégories d'âge
Il y a actuellement cinq titres décernés par catégories d'âge au blitz : Cadet (jusqu'à 15 ans), Junior (16 à 18 ans), Espoir (19 à 25 ans), Vermeil (62 à 71 ans) et diamant (72 ans et plus).

### Cadet
Le titre de Champion du monde de Scrabble duplicate en blitz - Cadet est décerné depuis 2003 (Liège).
| Année | Vainqueur            | Pays    |
| ----- | -------------------- | ------- |
| 2003  | Hugo Delafontaine    | Suisse  |
| 2004  | David Bovet          | Suisse  |
| 2005  | Babacar Mbengue      | Sénégal |
| 2006  | Francis Desjardins   | Québec  |
| 2007  | Simon Barbier        | France  |
| 2008  | Meena Murali-Mohan   | France  |
| 2009  | Kévin Méng           | Suisse  |
| 2010  | Gaston Jean-Baptiste | France  |
| 2011  | Gaston Jean-Baptiste | France  |
| 2012  | Jacques Marckert     | France  |
| 2013  | Simon Valentin       | France  |
| 2014  | Erwan Bernard        | France  |
| 2015  | Corentin Tournedouet | France  |
| 2016  | Corentin Tournedouet | France  |
| 2017  | Raphaël Allagnat     | France  |
| 2018  | Jérôme Guerel        | France  |
| 2019  | Nicolas Beaufort     | France  |
| 2021  | Alexis Allagnat      | France  |
| 2022  | Hugo Andrieu         | France  |
| 2023  | Félix Cloutier       | Québec  |

### Junior
Le titre de Champion du monde de Scrabble duplicate en blitz - Junior est décerné depuis 2002 (Montréal).
| Année | Vainqueur            | Pays   |
| ----- | -------------------- | ------ |
| 2002  | Benoît Delafontaine  | Suisse |
| 2003  | Romain Santi         | France |
| 2004  | Hugo Delafontaine    | Suisse |
| 2005  | Hugo Delafontaine    | Suisse |
| 2006  | Hugo Delafontaine    | Suisse |
| 2007  | Francis Desjardins   | Québec |
| 2008  | Francis Desjardins   | Québec |
| 2009  | Francis Desjardins   | Québec |
| 2010  | Kévin Meng           | Suisse |
| 2011  | Kévin Meng           | Suisse |
| 2012  | Samson Tessier       | France |
| 2013  | Romain Le Saux       | France |
| 2014  | Gaston Jean-Baptiste | France |
| 2015  | Simon Valentin       | France |
| 2016  | Simon Valentin       | France |
| 2017  | Corentin Tournedouet | France |
| 2018  | Corentin Tournedouet | France |
| 2019  | Corentin Tournedouet | France |
| 2021  | Nicolas Beaufort     | France |
| 2022  | Alexis Allagnat      | France |
| 2023  | Alexis Allagnat      | France |

### Espoir
Le titre de Champion du monde de Scrabble duplicate en blitz - Espoir est décerné depuis 2006 (Tours).
| Année | Vainqueur            | Pays     |
| ----- | -------------------- | -------- |
| 2006  | Romain Santi         | France   |
| 2007  | Mactar Sylla         | Sénégal  |
| 2008  | Louis Eggermont      | Belgique |
| 2009  | Hugo Delafontaine    | Suisse   |
| 2010  | Hugo Delafontaine    | Suisse   |
| 2011  | Hugo Delafontaine    | Suisse   |
| 2012  | Fabien Leroy         | France   |
| 2013  | Hugo Delafontaine    | Suisse   |
| 2014  | Samson Tessier       | France   |
| 2015  | Kévin Meng           | Suisse   |
| 2016  | Samson Tessier       | France   |
| 2017  | Samson Tessier       | France   |
| 2018  | Simon Valentin       | France   |
| 2019  | Samson Tessier       | France   |
| 2021  | Gaston Jean-Baptiste | France   |
| 2022  | Gaston Jean-Baptiste | France   |
| 2023  | Corentin Tournedouet | France   |

### Vermeil
Le titre de Champion du monde de Scrabble duplicate en blitz - Vermeil est décerné depuis la première édition de 2001 (La Rochelle).
| Année | Vainqueur         | Pays    |
| ----- | ----------------- | ------- |
| 2001  | Jean Denouël      | France  |
| 2002  | Philippe Diringer | France  |
| 2003  | Georges Lavigne   | France  |
| 2004  | Philippe Diringer | France  |
| 2005  | Alain Baumann     | France  |
| 2006  | Alain Viseux      | France  |
| 2007  | Robert Springer   | France  |
| 2008  | Robert Springer   | France  |
| 2009  | Robert Springer   | France  |
| 2010  | Guy Delore        | France  |
| 2011  | Guy Delore        | France  |
| 2012  | Guy Delore        | France  |
| 2013  | Guy Dessard       | France  |
| 2014  | Guy Delore        | France  |
| 2015  | Guy Delore        | France  |
| 2016  | Abdou Faye        | Sénégal |
| 2017  | Guy Delore        | France  |
| 2018  | Franck Delol      | France  |
| 2019  | Guy Delore        | France  |
| 2021  | Guy Delore        | France  |
| 2022  | Guy Delore        | France  |
| 2023  | Dominique Le Fur  | France  |

### Diamant
Le titre de Champion du monde de Scrabble duplicate en blitz - Diamant est décerné depuis 2003 (Liège). En application des règlements de la Fédération internationale de Scrabble francophone, ce titre n'a pas été décerné en 2013 (Rimouski) car le nombre de participants dans cette catégorie était inférieur à 6.
| Année | Vainqueur                | Pays     |
| ----- | ------------------------ | -------- |
| 2003  | Jean Champagne           | Belgique |
| 2004  | Jean Denouël             | France   |
| 2005  | Jean Denouël             | France   |
| 2006  | Jean Denouël             | France   |
| 2007  | Jean Denouël             | France   |
| 2008  | Andréa Vialle            | France   |
| 2009  | Jean Denouël             | France   |
| 2010  | Bernard Grellet          | France   |
| 2011  | Jacques Delannoy         | France   |
| 2012  | Bernard Grellet          | France   |
| 2013  | Pierre Eracle            | Suisse   |
| 2014  | Bernard Grellet          | France   |
| 2015  | Bernard Grellet          | France   |
| 2016  | Huguette Lurois          | France   |
| 2017  | Bernard Grellet          | France   |
| 2018  | Marie-Francoise Français | France   |
| 2019  | Michel Onillon           | France   |
| 2021  | Robert Springer          | France   |
| 2022  | Robert Springer          | France   |
| 2023  | Guy Delore               | France   |